# West Glens Falls
West Glens Falls est une census-designated place du comté de Warren, dans l'État de New York, aux États-Unis,. En 2020, elle compte une population de 9 473 habitants.